# ヴェズヴィアナ鋼索線
ヴェズヴィアナ鋼索線（Funicolare Vesuviana）は、かつてイタリア・カンパニア州に存在したケーブルカー。19世紀末の時点では活火山で営業していた世界唯一のケーブルカーであった。

## 歴史

### 開通からトーマス・クック社による経営まで
1870年、投資家のエルネスト・エマヌエーレ・オブリエットにより、ヴェスヴィオ山へのケーブルカー敷設が計画され、1878年に建設用地と30年間の助成金が取得された。オリヴィエーリ技師により策定された計画によれば、45馬力の蒸気機関を用いて重量5000kgの客車をワイヤーロープで引き上げる方式の構造物を2つ並行して設置するものであった。1880年竣工、総工費43万5000リラ。5月25日、開通式に先駆けて試験委員会がナポリにて招集され、6月6日5時をもってヴェズヴィアナ鋼索線は開通となった。祝賀会には経営会社の社長やレジーナ（現エルコラーノ）及びナポリの市長を務めていた上院議員のピエディモンテも参加していた。6月10日、エンリコ・トライベルによって一般供用を開始、通常営業が始められた。

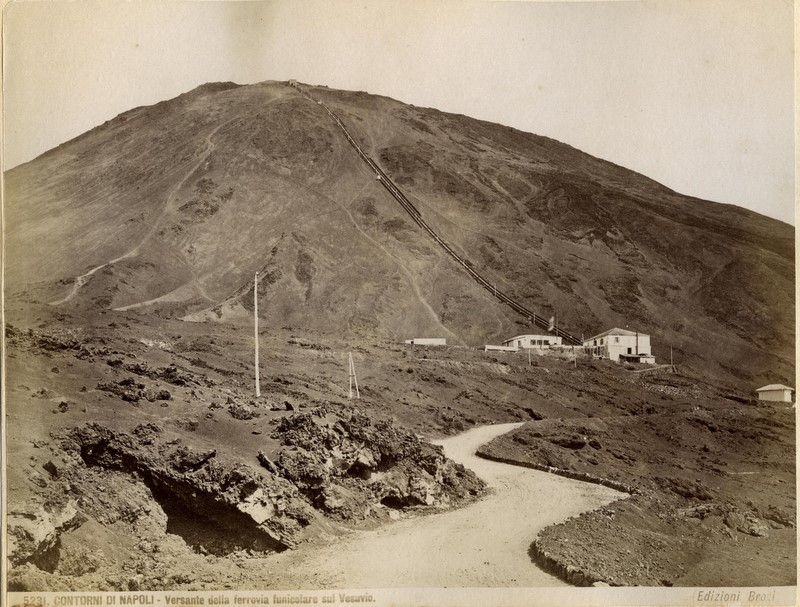
ヴェスヴィオ山に見られるケーブルカーの路線

1886年、オブリエットは経営難を理由にケーブルカーをフランスの有限会社、ヴェジュヴ鋼索鉄道（Société Anonyme du Chemin de fer funiculaire du Vesuve）に譲渡したが、2年後にはトーマス・クック・アンド・サン社に再譲渡された。新会社への移行に伴い車両更新が進められたものの、ナポリからの交通の便は悪く、その上地元の山岳ガイドらによって駅の放火やケーブル切断、車両の渓谷への突き落としなどの抗議運動が行われるなど、経営は芳しくなかった。そこで1892年に父トーマスの跡を継いで社長になったジョン・メイソン・クックは、ガイドとの間で補填合意を締結する事となった。

### 20世紀前半
1903年にはプリャーノからサン・ヴィート、火山観測所を経てヴェスヴィオに至る軽便鉄道が一部にラック式鉄道を併用する方式で開通。起点のプリャーノがチルクムヴェスヴィアーナ鉄道ポッジョマリーノ線と近接していた事もあり、ヴェスヴィオ山火口へ向かう観光客数は倍増した。
これは運営会社はヴェズヴィアナ鋼索線の設備刷新を促させ、駆動装置を旧式で維持費用の嵩む蒸気機関から電気モーターに換装、軌道も従来の複線交走式のモノレールタイプから単線交走式のものへと変更された。これに伴い、車両もより大型のものが導入された。改良工事を行った路線は1904年9月に供用を開始した。
しかし、1906年4月7日から翌8日に掛けての大噴火により、ヴェズヴィアナ鋼索線は山麓、山頂の両駅とも破壊され、路線設備や電動機、車両なども20-30mの火山灰の下に埋没してしまった。
1909年にエンリコ・トライベルにより路線の復旧は完了した。1911年5月12日には山頂駅付近で発生した地滑りにより路線休止、1912年2月3日には駅の位置を80m後退させて営業を再開した。

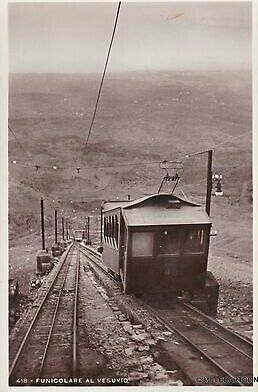
1930年代に走っていたケーブルカー

1927年、クック社は営業免許を子会社のフェッロヴィーア・エ・フニコラーレ・ヴェズヴィアーナに譲渡。施設は1944年のヴェスヴィオ山噴火まで営業が続けられた。1943年に連合国の管理下に置かれていたケーブルカーはこの噴火で再起不能な損害を受け、以来復旧は行われなかった。

### 第二次世界大戦の終結から廃線まで
第二次世界大戦終結後、トーマス・クック・グループは残った施設を
セコンダーリエ・メリディオナーリ鉄道（Strade Ferrate Secondarie Meridionali, SFSM）に売却し、1947年にこれを復旧させた。SFSM（後にチルクムヴェスヴィアーナ鉄道、ヴォルトゥルノ自治法人）はこの施設を基にしてフェッロヴィーア・エ・フニコラーレ・ヴェズヴィアーナ社（Società Ferrovia e Funicolare Vesuviana）を設立。1953年、ケーブルカーはリフトに置き換えられた。
1947年から1961年までこの施設は一日あたり1000人の客をヴェスヴィオ山山頂へと運んでいた。1961年3月31日、フェッロヴィーア・エ・フニコラーレ・ヴェズヴィアーナ社はチルクムヴェスヴィアーナ社の下、名称をセッジョヴィーア・エド・アウトリーネエ・デル・ヴェズヴィオ社（Seggiovia ed Autolinee del Vesuvio S.p.A.）に変更した。
時代が下るにつれ、風による運休が発生したり依然増加傾向にあった団体客の輸送に不向きなリフトでは観光客輸送に適応しきれなくなり、1955年に開通した、標高1000mの位置に開設した駐車場に至る道路を経営した方が容易な程となっていた。
1984年、これらの理由によりリフトは廃止された。1953年から1984年までの間、施設は年間10万人の利用客（うち過半数は世界各地からの来訪者）を輸送し続けた事になる。

## 楽曲との関係
ヴェズヴィアナ鋼索線は数人の芸術家に発想を与え、世界的に有名となったカンツォーネ『フニクリ・フニクラ』を書くに至らせた。ロンドンの王立音楽アカデミー教官であったルイージ・デンツァは1880年夏にカステッランマーレ・ディ・スタービアで休暇を過ごしていた。宿泊先のホテルで彼は、療養に来ていたナポリのジャーナリスト、ペッピーノ・トゥルコと出会った。同年にリコルディ社から発行された作品は大成功を収め、リヒャルト・シュトラウスに交響的幻想曲『イタリアから』の旋律の中にこの曲を取り入れさせる程であった。

## 廃止後の動き
1989年、カンパニア州はワールドカップ開催に伴う放出資金を受け、ニコラ・パリアーラにケーブルカー再建を委託した。計画が進行し許可を取得した際には新たに車両を導入する事になっていた。しかし、環境保護団体によって計画中止を求める訴訟が持ち上がった。訴訟開始から年数が経過しているものの、未だに合意には至っていない。計画賛成派はケーブルカー再建によって観光客に対する多大な恩恵や乗用車による排気ガスの削減につながるとしている。